# Chloortoluron
Chloortoluron is een herbicide op basis van een gesubstitueerd ureum.

## Toepassingen
Chloortoluron wordt als gewasbeschermingsmiddel toegepast bij de teelt van gewone tarwe en gerst. De werking, na opname door de wortel, berust op het remmen van de fotosynthese op het niveau van fotosysteem II.

## Gebruik en regelgeving
In de periode 2001-2002 is de Nederlandse waterwinning ten behoeve van drinkwater vanuit de Rijn een aantal keren gestopt omdat het gehalte van de herbiciden isoproturon en chloortoluron te hoog was. Vanaf 1 juli 2001 is de toepassing van chloortoluron in Duitsland verboden. In Nederland eindigde de toelating op 1 mei 2000; vanaf 1 mei 2002 geldt een verbod. In België, Frankrijk, Luxemburg en Zwitserland is het gebruik van chloortoluron toegestaan. In 2008 waren in Duitsland weer twee gewasbeschermers met de stof in de handel. In Oostenrijk is chloortoluron in geen van de toegestane middelen aanwezig.

## Toxicologie en veiligheid
Chloortoluron is mogelijk een carcinogeen.